# Resolução 83 do Conselho de Segurança das Nações Unidas
Resolução 83 do Conselho de Segurança das Nações Unidas, foi aprovada em 27 de junho de 1950, determinou que o ataque contra a República da Coreia por forças da Coreia do Norte constituiu uma violação da paz. O Conselho apelou para um cessar-fogo imediato das hostilidades e para que as autoridades da Coreia do Norte retirarem as suas forças armadas para o paralelo 38. Também observaram o relatório da Comissão das Nações Unidas sobre a Coreia que declarou o fracasso da Coreia do Norte em cumprir a Resolução 82 do Conselho de Segurança das Nações Unidas e que medidas militares urgentes eram necessárias para restaurar a paz e a segurança internacional.
O Conselho recomendou, então, que "Membros das Nações Unidas fornecerem tal assistência para a República da Coreia que possam ser necessários para repelir o ataque armado e para restaurar a paz e a segurança internacional na área".
Foi aprovada com 7 votos a um contra da Iugoslávia. Egito e a Índia estavam presentes, mas não participaram na votação e a União Soviética estava ausente.